# Липка (Могилёвская область)
Липка (бел. Ліпка) — бывшая деревня в Клетненском сельсовете Глусского района Могилёвской области Беларуси. Существовала до 1949 года. Известна с начала XX века как хутор, в котором были 7 жителей. В начале XX века — в Глусской волости Бобруйского уезда Российской империи. В 1917 году — 1 двор, 1 житель.